# Gonzalo Rojas
Gonzalo Rojas Pizarro, född 20 december 1917 i Lebu, Bío-Bío, död 25 april 2011 i Santiago, var en chilensk poet.

## Verk, i urval
- 1948 – La miseria del hombre
- 1964 – Contra la muerte
- 1998 – América es la casa y otros poemas

## Utmärkelser
- 2003 - Miguel de Cervantes-priset